# Хари Меркел
Хари Меркел (на германски Harry Merkel) е бивш пилот от Формула 1.
Роден на 10 януари 1918 година в Тауха, Германия.

## Формула 1
Хари Меркел прави своя дебют във Формула 1 в голямата награда на Германия през 1952 година. В световния шампионат записва 1 състезания, като не успява да спечели точки. Състезава се с частен БМВ.